# Deben
Ne doit pas être confondu avec le Deben, un fleuve anglais.

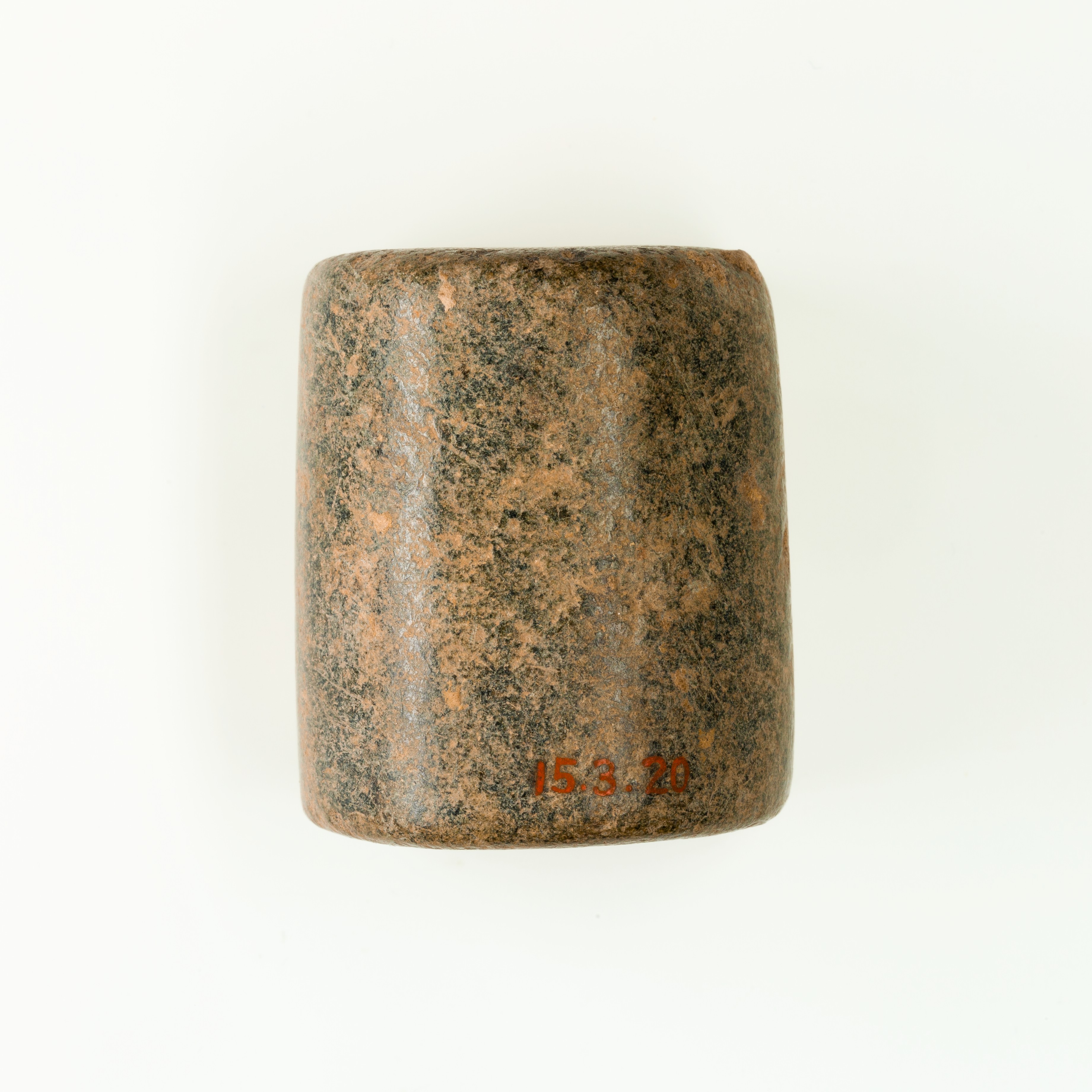
Poids de 5 debens.

Unité de mesure du poids, le deben (ou tabonon) était utilisé dans l'Égypte antique. Deben signifie littéralement anneau de métal. L'utilisation d'anneaux de métal portés comme boucles d'oreilles, ou bien enfilés sur des bâtons afin d'être facilement transportés et comptés, en tant que moyen de paiement ou réserve de valeur, est parfaitement attestée, non seulement dans la Mésopotamie de l'âge de bronze, mais aussi dans la Bible, notamment dans l'épisode du Veau d'or où Aaron dit aux Hébreux qui viennent tout juste de sortir d'Égypte : « Retirez les anneaux d'or qui pendent aux oreilles de vos femmes, de vos fils et de vos filles et apportez-les-moi. »

## Valeur
À l'Ancien Empire, le deben pesait 13,6 grammes, puis, au Moyen et Nouvel Empire, sa valeur est définie entre 90 et 91 grammes.
On peut émettre l'hypothèse que ce changement correspond à un changement de référence métallique, soit de l'or vers l'argent, soit de l'argent vers le cuivre. Comme, à toutes les époques, et dans toutes les civilisations, l'or est normalement absent des échanges de denrées essentielles, l'hypothèse d'un passage de l'argent vers le cuivre est le plus probable. Si on note aussi qu'un ratio 6,7 (91/13,6) entre l'argent et l'or paraît particulièrement faible comparé au ratio de longue période, et que l'existence d'un deben spécifique pour le cuivre est attesté dès le Moyen Empire, le passage progressif d'un deben d'argent de 13,6 grammes à un deben de cuivre de 91 grammes pour les échanges quotidiens semble plausible et permettrait d'expliquer ce changement d'unité de mesure assez inhabituel.
Le deben était subdivisé en dix qités (un qité = 9,1 grammes) ou en douze sénious (ou shâts). L'existence simultanée de deux systèmes de subdivision, l'un en base 10, l'autre en base 12 est tout à fait étonnante. La base 12 étant évidemment préférée par les marchands, la base 10 pourrait correspondre à un ordre militaire ou religieux.

### Proto-monnaie hypothétique
À ce stade, rien ne permet de prouver que les Égyptiens payaient avec des anneaux de métal précieux ou semi-précieux sur les marchés. À ce jour, aucun texte, aucune peinture, aucun bas-relief, ne permet de l'affirmer avec certitude. Une autre possibilité est que les debens et les sénious aient été utilisés comme unité de compte, parfois matérialisées, parfois converties dans une autre denrée. En effet, les rares textes qui mentionnent des transactions commerciales font la liste de différents objets et denrées utilisés en tant que moyens de paiement pour acheter un autre bien dont le prix est exprimé en debens et sénious.